# آلاگزنه‌ای‌های سپردار
آلاگزنه‌ای‌های سپردار (نام علمی: Sakesphorus) نام یک سرده از تیره مورچه‌مرغ است.